# 路德城维滕贝格
路德城维滕贝格（發音：[ˈluːtɐʃtat ˈvɪtn̩bɛʁk]），通称维滕贝格（ [ˈvɪtn̩bɛʁk] ⓘ；又譯威登堡），是德国萨克森-安哈尔特州维滕贝格县的城市，也是维滕贝格县的县治，面积240.41平方千米，2023年12月31日人口为45,588人。
在16世纪维滕贝格是德国最重要的政治、文化历史和艺术中心之一。其老城是德意志宗教改革，也是歐洲宗教改革的起点，在不同时期产生的建筑物在德国历史上拥有重要的意义。马丁·路德、腓力·墨蘭頓和老卢卡斯·克拉纳赫曾在这里工作。他们的遗迹长久以来就已经是游客必访的地方。路德楼、墨兰顿楼、市教堂、王宫教堂于1996年被联合国教科文组织定为世界遗产的一部分。过去维滕贝格一度是萨克森-维滕贝格王朝选帝侯的首府。工业革命后演变为化学工业的中心和柏林至莱比锡与马格德堡至德累斯顿的铁路的交叉点。

## 地理
维滕贝格位于萨克森-安哈尔特东部，易北河北岸，其平均高度约为海拔70米，向北高度逐渐增高。在北部也有比较大的松林。易北河以南的地区则平坦，没有森林。维滕贝格以南是迪本草原。城市以西沿易北河一直到舍讷贝克是一个巨大的生物保护区。市东约十千米处施瓦策埃尔斯特河注入易北河。

### 气候

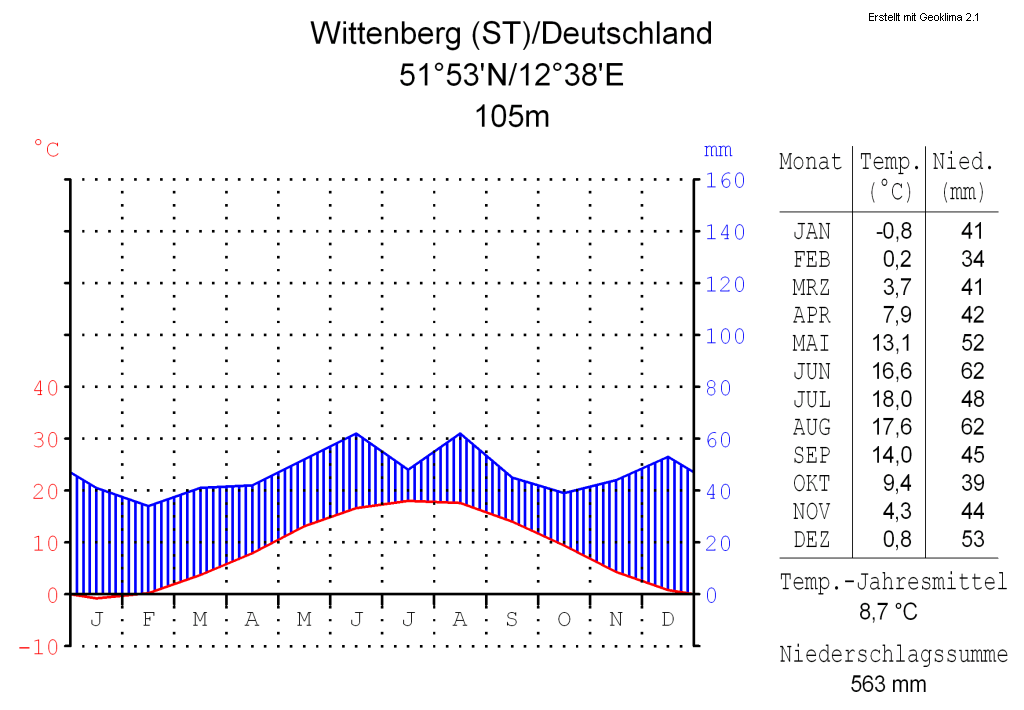
维滕贝格的气候图

维滕贝格位于温带，平均气温为8.7摄氏度，年平均降水量为563毫米。哈茨山的雨影对维滕贝格的气候影响最大。城市周围的沙地以及易北河也有一定的影响。
沙地有很好的吸收和储存热量的性能，这个性能能够影响气候。風暴基里爾和2002年的一股龙卷风均受到这个地面的影响。该龙卷风是由于一阵激烈的阵雨落到维滕贝格周围沙地上的热空气导致的。这也是在维滕贝格附近常常可以观察到旋风的原因。

## 历史

### 至1200年

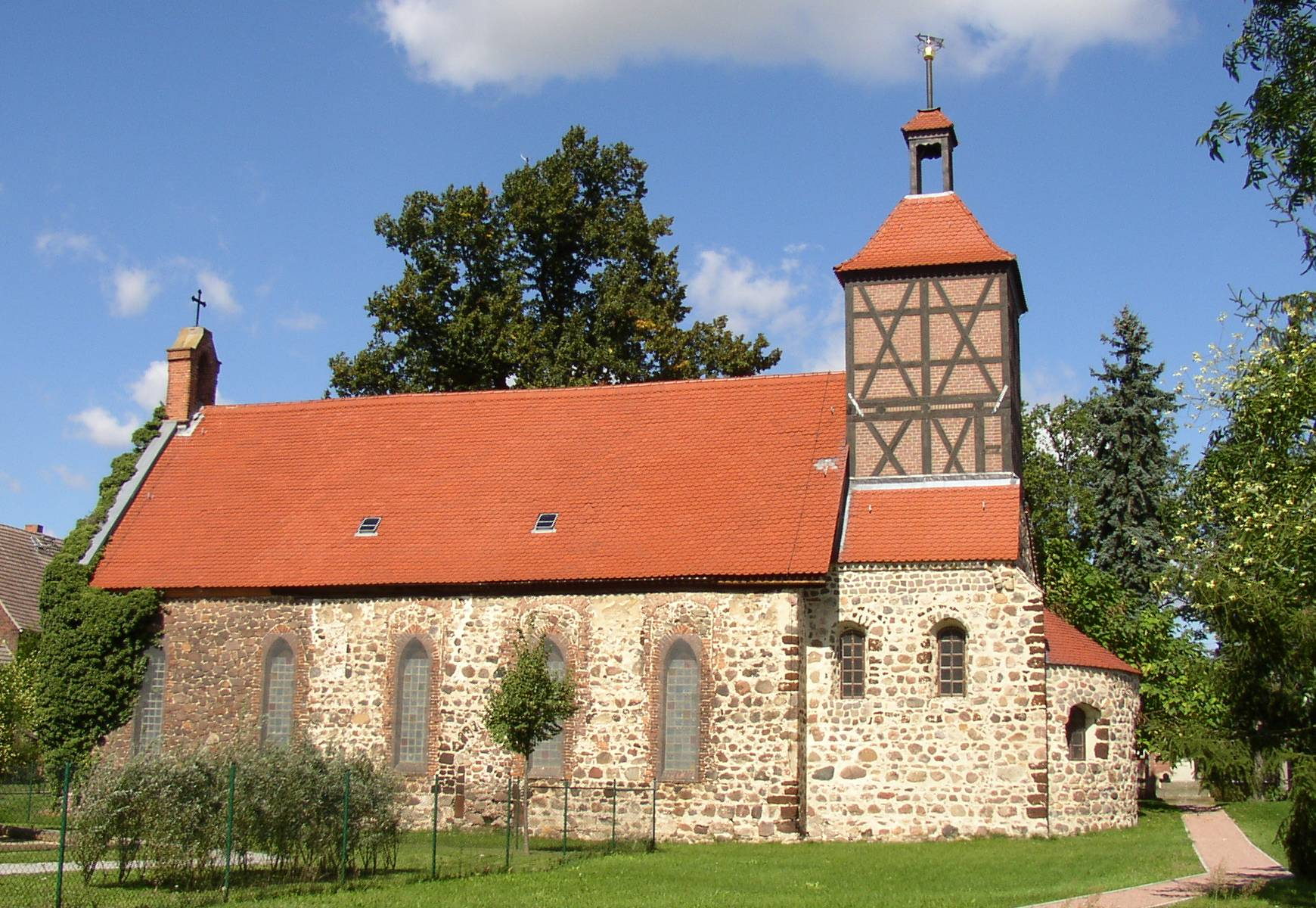
Seegrehna的教堂

在维滕贝格有不同史前时期的文物出土，证明在约一万年以前在今天的市区就已经有人居住了。一份965年4月12日的文献（可能是公元1000年制造的假文献）称今天维滕贝格所在的地区过去被斯拉夫人称为“尼齐齐大区”，这个地区沿易北河从东部施瓦策埃尔斯特河的入口处一直延伸到西部穆尔德河的入口处。
两份分别于973年和1004年写的文献首次提到今天的维滕贝格境内的两个地名。1174年，有一份文件中提到一名“蒂德里希·冯·维特布尔克”（Thiedrich von Wittburc）伯爵，这可能是维滕贝格这个地名首次出现。文献中说他是一个修道院的保护人。1187年的一份文献中又提到了“维滕堡”（Wittenburg）的一名保护人，并提到当地的一座教堂。这座教堂可能是今天的市教堂的前身。

### 1200年至1500年

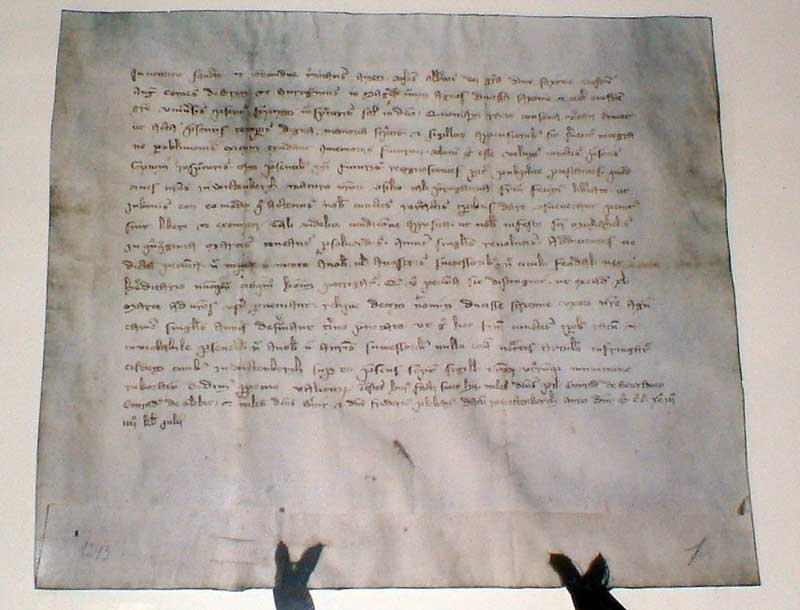
1293年6月27日维滕贝格获得城市权利的文献

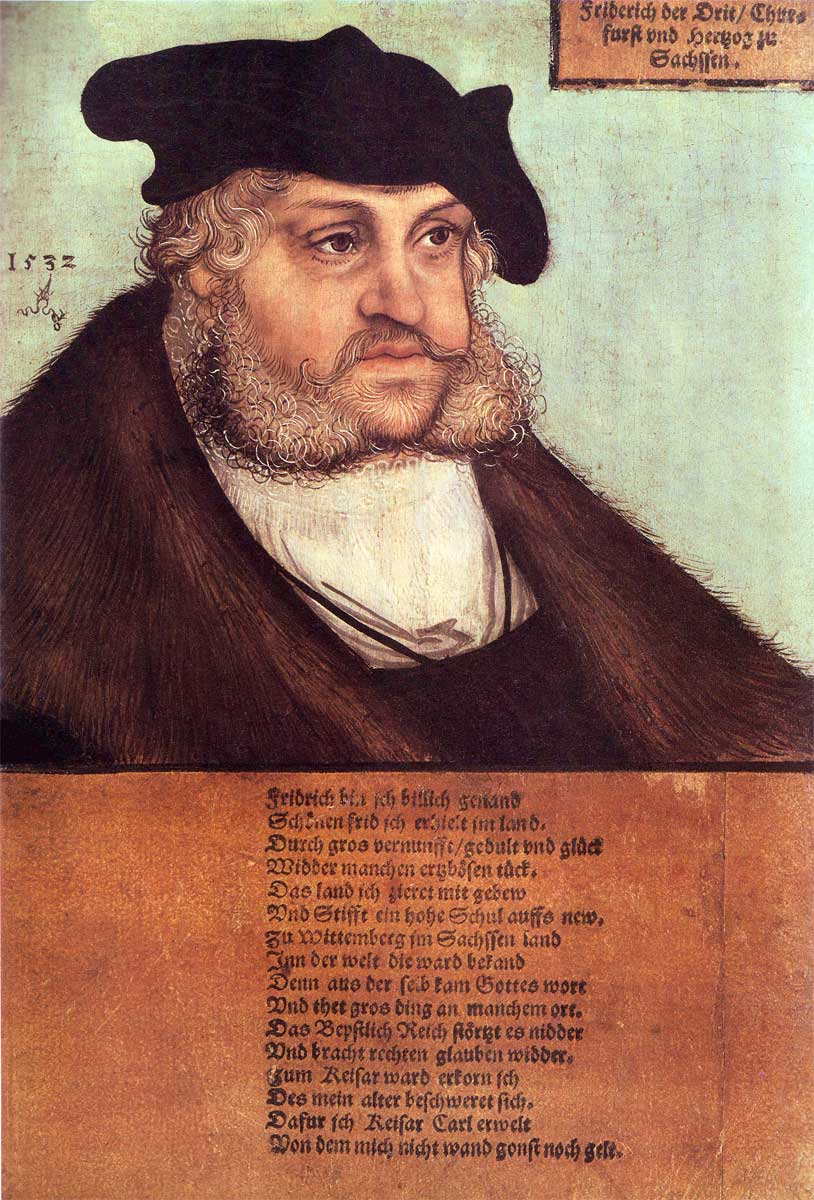
腓特烈三世

维滕贝格的历史与阿斯坎尼王朝的政治息息相关。1180年，伯恩哈德三世成为萨克森公爵后，他的儿子阿尔布雷希特二世继承了萨克森公爵的爵位和维滕贝格周边的地区。根据一份1227年9月11日的文献，他的夫人在今天的维滕贝格捐献了一个方济各会修道院，这件事本身就说明这个地方对于阿斯坎尼王朝来说很重要。他的儿子阿尔布雷希特三世和约翰一世共同继承了公爵爵位。阿尔布雷希特三世的丈人是德意志国王鲁道夫一世，并从鲁道夫手中获得了选帝侯的地位。
维滕贝格成为阿尔布雷希特的首府。萨克森公爵中的这一支因此被称为萨克森-维滕贝格，而约翰的那一支被称为萨克森-劳恩堡。两支之间发生争执。由于地理位置的便利维滕贝格吸引了许多农民、手工业者和商人。为了保障他们对他衷心，阿尔布雷希特于1293年6月27日授予维滕贝格城市权利。这样维滕贝格的居民称为了市民。
维滕贝格市民的权利不断扩大，获得了自己的管理机构。1317年，市内成立了一个市议会。1332年，维滕贝格获得了设立低级法庭的权利，由此也同时可以把市内的手工业者组织起来。1354年，它又获得了市场权。1380年，设定了摆渡法。同时城市开始建造城墙。因此1429年胡斯起义的时候，起义军虽然围攻维滕贝格，但是未能占领它。
虽然阿斯坎尼王朝在维滕贝格市内的影响小了，但是他们在帝国政治中的影响不断扩大。鲁道夫一世通过明智的地域政策使得萨克森-维滕贝格上升到了一个独立的公国，1356年他得以证实他的选帝侯地位，由此维滕贝格成为一个选帝侯首府。但是阿尔布雷希特三世死后阿斯坎尼王朝的选帝侯地位落到了韦廷王朝手中。这样维滕贝格也丧失了选帝侯首府的地位。腓特烈一世虽然再次证实了维滕贝格的所有权利，1444年维滕贝格又获得了高级法院的权利，但是总的说来它没有什么政治意义。
1485年，韦廷王朝分为恩斯特和阿尔布雷希特两系。1486年，恩斯特系的腓特烈三世成为选帝侯，由此维滕贝格又变成了选帝侯首府。腓特烈在市内大兴土木，1487年，建造了一座新的易北河桥，1490年建造王宫和王宫教堂，并扩展维滕贝格的城墙。

### 16世纪

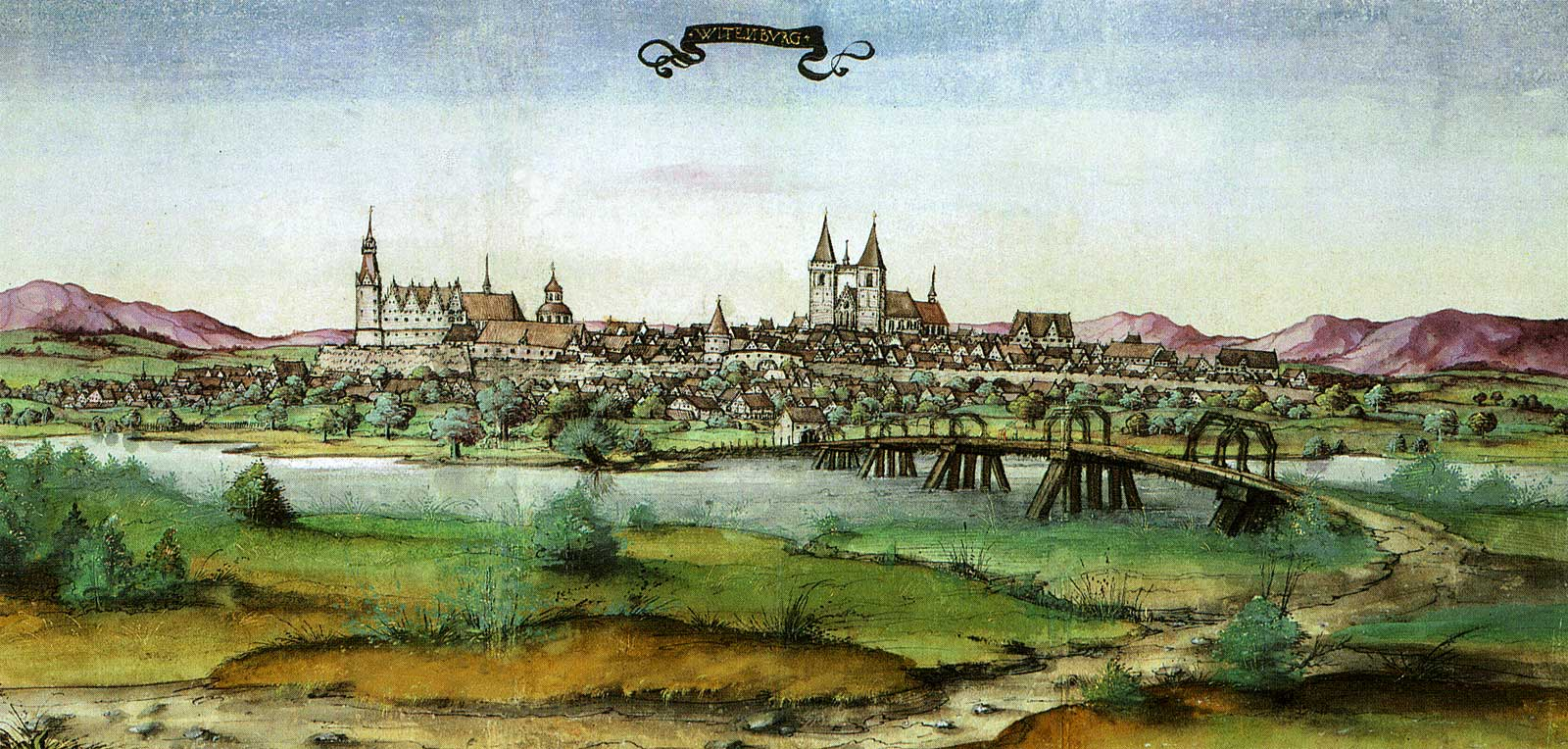
1536年/37年的维滕贝格

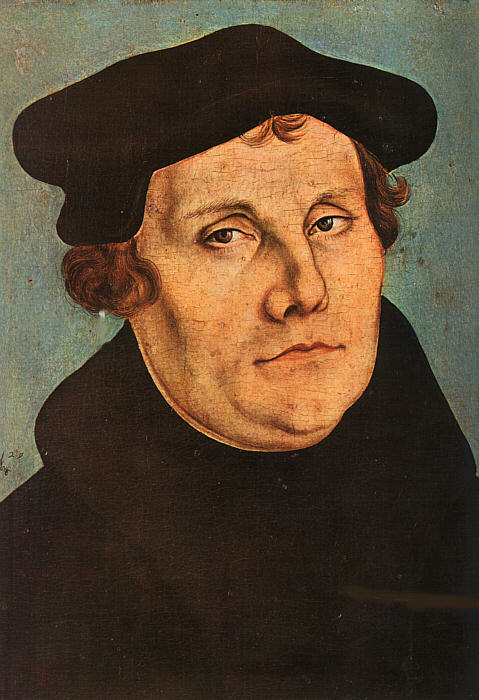
马丁·路德

16世纪初，维滕贝格被建造成一座易北河中游强大的要塞，但它依然只是一座中等城市，其居民数约为2000人。1502年，腓特烈决定在他的首府设立一座大学，这是神圣罗马帝国境内第一座由一名君主，而不是由教堂设立的大学。从此维滕贝格吸引了许多知识分子。1503年，大学的第一座建筑建成，1504年建造了一座奧斯定會的修道院，今天这座建筑被称为路德楼。
老卢卡斯·克拉纳赫与马丁·路德分别于1505年和1508年相继来到维滕贝格。市内开始发展印书业，同时在经济上和思想上发展迅速。1517年10月31日，路德公布了九十五条论纲，这吸引了许多学者和学生，维滕贝格的大学成为16世纪最重要的大学之一。它是一座现代的、人文主义为宗旨的大学。1518年，腓力·墨蘭頓在这里教课。
路德在维滕贝格的鹊门前焚烧教会法和教宗利奧十世對他的破門律，路德宗与天主教會决裂后，维滕贝格成为德意志宗教改革乃至全歐洲宗教改革的起源地，维滕贝格成为当时欧洲最重要的新教思想中心。
腓特烈死后萨克森的首府迁都托尔高，但是它依然是宗教改革的中心。在这里路德圣经出版。在这段时间里市内也建造了许多新建筑，来满足数量不断增长的居民的要求。1526年，城墙又一次被加固。一座新市政大厦被建成，16世纪末市内还建造了供水设施。
宗教改革导致的冲突最终导致了施马尔卡尔登战争的爆发。维滕贝格继续保持了正宗路德宗的中心。

### 17和18世纪

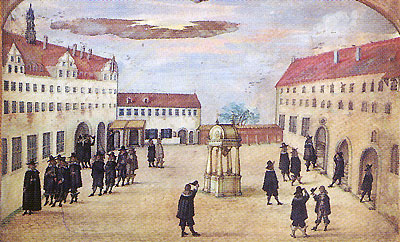
17世纪的维滕贝格大学

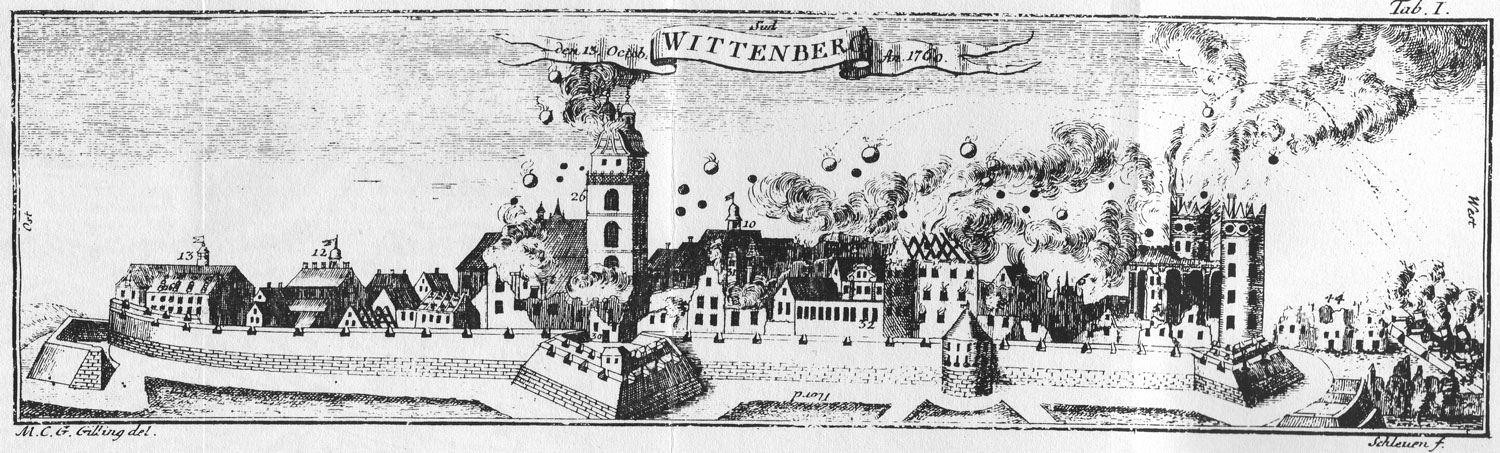
1760年被炮击的维滕贝格

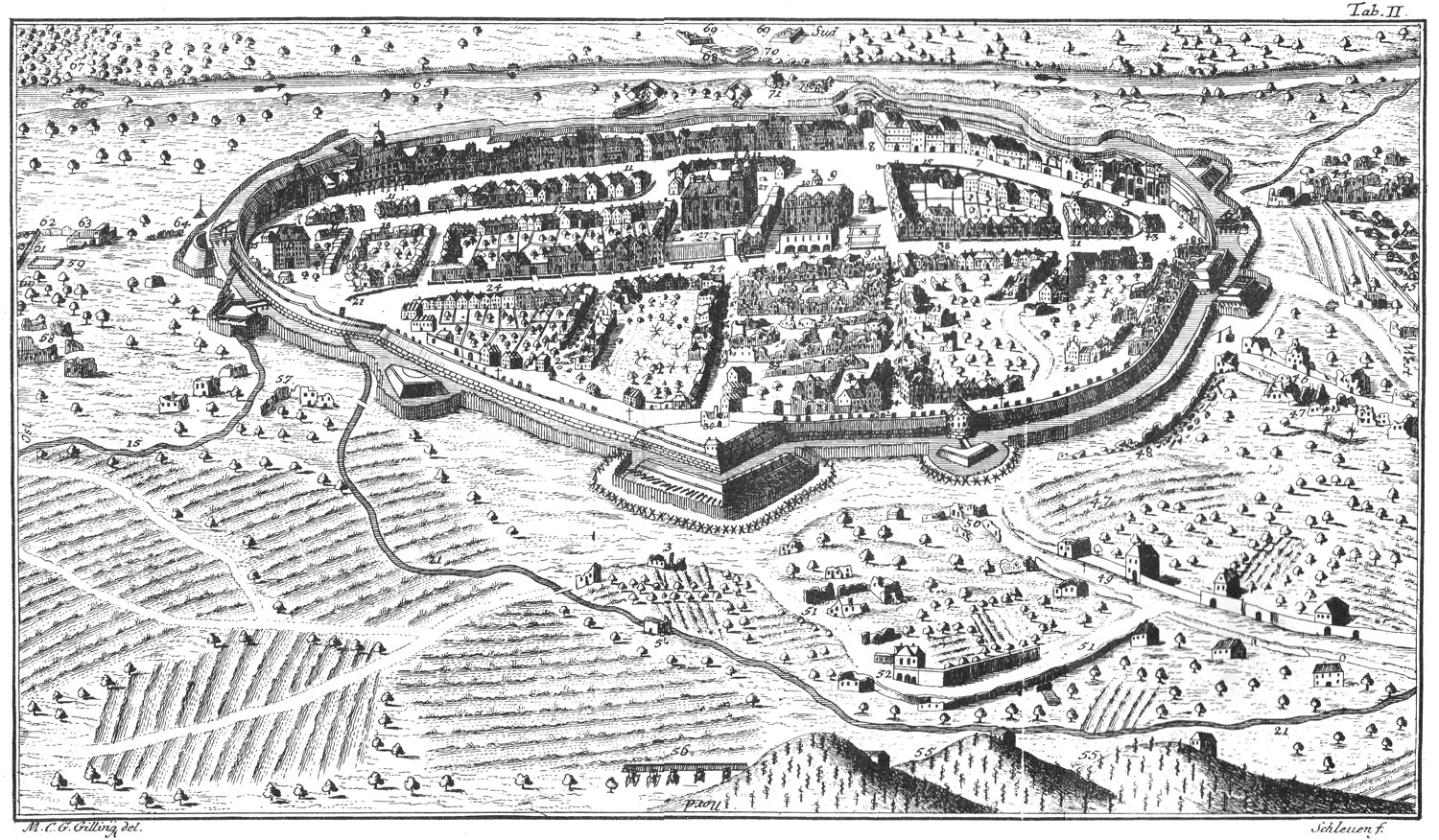
1760年被炮击后的维滕贝格

17世纪初著名学者如丹尼尔·森纳特等还吸引了许多学生，但是三十年战争开始后局势转换了。1626年，城墙再次被加固，能够服役的市民加强城墙的守护。维滕贝格本身在战争中受到的破坏有限，但是它周边的许多地方被焚毁。许多人逃到维滕贝格的城墙里寻求保护，这导致市内爆发饥荒和瘟疫，使得市内人口减少。1637年，维滕贝格击退了瑞典将军约翰·巴纳的围攻。作为报复，巴纳于1月17日把跨越易北河的木桥焚毁。
战争也影响到大学生活。市内的学生和雇佣军之间常常爆发流血格斗。因此当时市内也有很多人被因此处死。同时獵巫运动正在开始，也导致了许多人死亡。此后市内的情况才逐渐恢复正常。
在大北方戰爭中维滕贝格被瑞典军队占领，但是很快恢复过来。戈特霍尔德·埃弗拉伊姆·莱辛在这里上大学。在七年战争中维滕贝格多次易手，1759年8月27日，普鲁士占领维滕贝格。1760年，奥地利军队围攻维滕贝格，他们把城墙外面周边的房屋全部拆除，来获得炮轰的空间。市内的普鲁士长官拒绝投降。奥地利开始对维滕贝格进行炮轰。1760年10月13日，市内的王宫和王宫教堂被焚毁。普鲁士守兵投降。在这次炮轰中市内许多房屋被破坏，传说马丁·路德钉他的九十五条论纲的门也被烧毁。
1764年，萨克森政府取消了被毁严重的维滕贝格的要塞地位。城市的修复工作进展缓慢。1770年，按照巴洛克晚期风格建造的王宫才于8月6日启用。1787年，在三十年战争中被毁的易北河桥也重新建成开放。但是市内的学生数量依然很少。1795年，维滕贝格大学只有366名学生。

### 19世纪
1806年10月14日，普鲁士和萨克森的联军在耶拿-奥厄施泰特战役中被拿破仑·波拿巴击败后萨克森选帝侯弗里德里希·奥古斯特倒向拿破仑。1806年12月11日，他与拿破仑签署和平条约，参加萊茵聯邦。因此拿破仑将他提升为国王。1806年10月23日，拿破仑视察维滕贝格后又把它建造成一座要塞。维滕贝格的大学被迁到巴特施米德贝格。维滕贝格的居民必须为法军提供住宿。由此维滕贝格变成了一个法国的穿越军营，维滕贝格还必须提供补给。在这个时期维滕贝格共有16万法军经过，六万常驻。

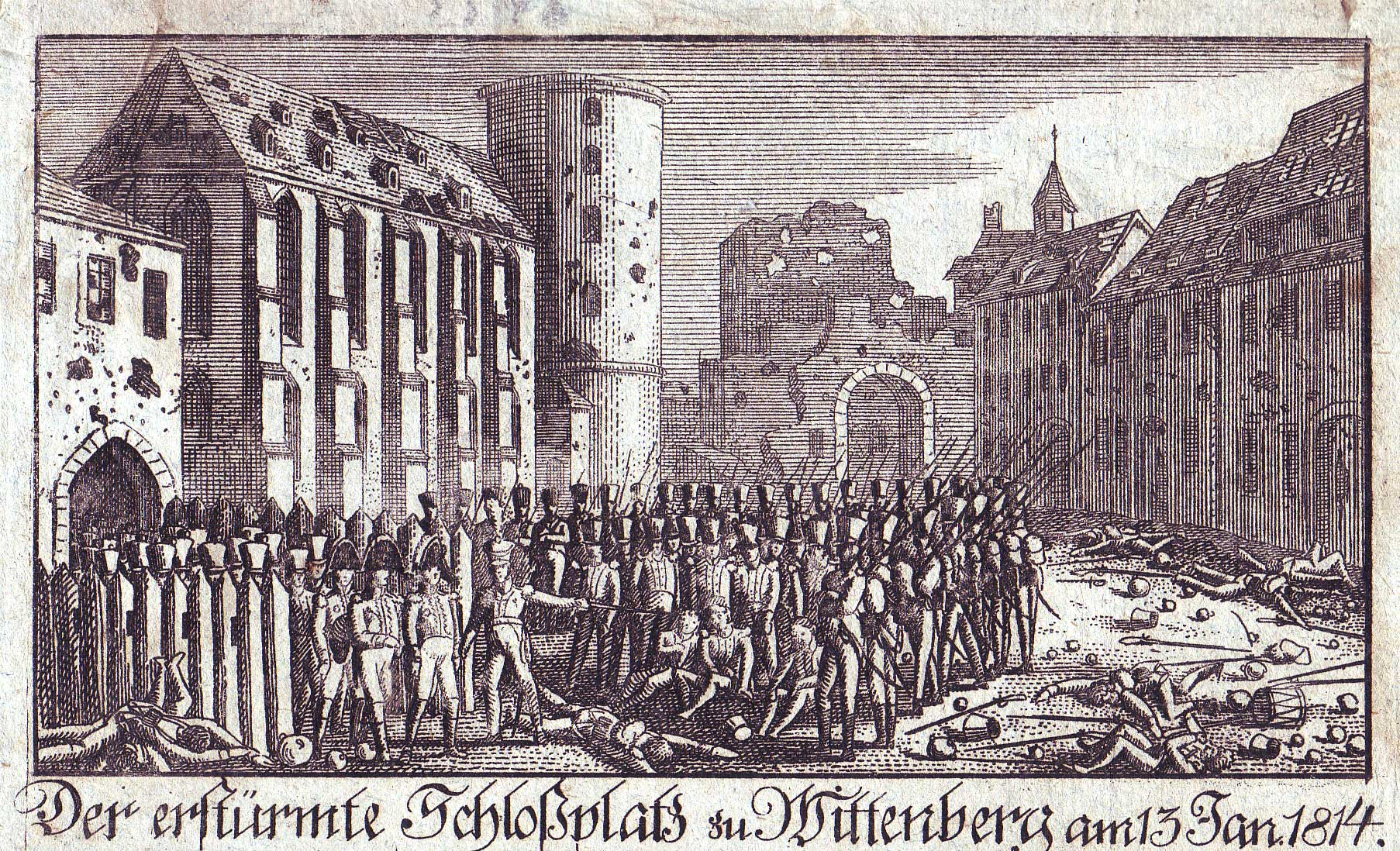
普鲁士军队占领维滕贝格后的王宫广场

在拿破仑战争末期维滕贝格成为战斗焦点。1813年3月20日，新任要塞长官上任后于4月6日下令将要塞周围900步以内的房屋、树木和篱笆全部拆除，来使得要塞守军获得放枪的空地。许多居民因此丧失了他们的财产。9月25日，普鲁士军队对维滕贝格进行大规模炮击。托尔高的守军长官投降，但是维滕贝格的长官拒绝投降。市内的情况越来越困难。供水设施被破坏，食品必须定量。
1814年2月12日，维滕贝格的要塞长官再次拒绝投降。从中午12点到晚上1点，普鲁士有炮击维滕贝格，在这段时间里共射入了2477枚炮弹。此后普军开始向要塞冲锋。在损失了100人和八名军官后，普军占领维滕贝格。法军长官在王宫地窖里被俘。法军也蒙受了巨大的损失。1813年10月，市内还有3000名法军士兵。在维滕贝格被攻克时还有2000人可以作战，800名在病房中。维滕贝格市外的所有259幢房子和市内有37幢房子被毁。市内居民的数字减少了三分之一。
按照维也纳会议的决议萨克森五分之三的领土被割让给普鲁士，其中包括维滕贝格。1817年，普鲁士国王腓特烈·威廉三世下令关闭维滕贝格大学，大学的剩余与哈雷高等学校合并。作为补偿，维滕贝格获得了一个新教教士学校。1820年，步兵第26团进驻维滕贝格，维滕贝格成为一座兵营城市。维滕贝格的王宫改造为兵营。大学的建筑也被拆除建造兵营。
维滕贝格的变迁对于当时的要塞城市来说很典型。1847年，一座新的易北河桥建成。1841年8月28日，通往柏林的铁路建成。1848年革命在维滕贝格也获得了响应。市内成立了许多政治俱乐部，但是最后保守派势力占上风。首次德国福音派教会大会是在维滕贝格的宫殿教堂举办的。
1873年5月30日，威廉一世下令拆除维滕贝格的城墙，同年6月11日拆墙开始。原来城墙的地方成为绿地。1876年，柏林与哈雷之间的电报线接通，通过维滕贝格。1893年，新邮政大厦启用。由于它交通便利，许多企业在这里定居。1893年，瓦萨格（WASAG，其为威斯特法伦-安哈尔特炸药股份公司（Westfälisch-Anhaltische Sprengstoff-Actien-Gesellschaft）的缩写）在这里建造了一座炸药厂。其它在这里定居的企业包括机械制造、铸造和橡胶厂。
在维滕贝格逐渐形成了一个纪念宗教改革的文化。1821年，路德纪念碑建成。1830年，今天的路德橡树被栽培。1858年，一座新的铜制的论纲门铸成。1865年，墨兰顿纪念碑揭幕。1877年—1883年，在路德楼里设立了一个宗教改革博物馆。1892年10月31日，威廉二世参加修复的王宫教堂的启用仪式。

### 20世纪至今
20世纪里工业化继续进行。市内建造了电厂。1915年建成了一座氮厂。今天，这座氮厂的工人宿舍受到纪念保护。
与此同时德国内政对维滕贝格的影响也越来越大。第一次世界大战时的困难经济、卡普政變、德國革命和此后的通货膨胀在维滕贝格均留下了遗迹。1919年维滕贝格暂时丧失了其兵营城市的作用。工业化也导致人口的增长。1922年4月1日维滕贝格获得了不率属县的城市的资格。同年5月市政府决定将城市的名称改为“路德城维滕贝格”。出于官僚主义的原因这个名称一直到1938年才成为正式的官方名称。
在纳粹主义时期市内的炸药厂于1935年6月13日发生了一起严重的爆炸事件，导致多人死亡，许多物件被破坏。同年市内还建立了一座工厂，这里主要是集中营的妇女在非常恶劣的条件下被强迫工作。1936年，维滕贝格又成为德意志國防軍的兵营城。1938年水晶之夜时，室内的犹太商店和住宅被破坏。犹太居民被关押和被运走。第二次世界大战爆发后驻扎在维滕贝格的军队开赴前线，辅助部队入驻。战争持续的时间越长，报纸上阵亡报道的人数也越多。由于空袭越来越严重，虽然兵工厂经常有防空警报，但是依然昼夜开工。盟军主要是袭击柏林。1944年，盟军轰炸机摧毁了市东部的多幢建筑和火车站。为了加强兵工厂的生产，1944年夏，更多被关押在集中营的苦工被迁到维滕贝格。1945年4月26日，苏联红军占领维滕贝格前德军还将市内的易北河桥梁炸毁。
苏军开入后一开始发生抢劫等现象，逐渐地苏军长官得以控制局面。军政府与当地的民主势力联合进行重建工作。最严重的破坏被拆除后市内生活逐渐恢复正常。
1946年，市内又有一座剧院开放。市内的兵工厂被拆除，改为民用生产。1948年王宫开始改建为博物馆。定量时期结束后市内又开始有商店开办。德意志民主共和国成立后市议会又获得了行政权。1952年东德废州立行政区，维滕贝格丧失了其不律属县的地位。在1950年代里市内做了许多修复工作。1953年建成了音乐学校、游泳馆和文化宫。1953年6月17日东德爆发示威游行时，在维滕贝格只有小规模的抗议活动，在大工厂的门口有坦克出动，防止了大规模的活动。
许多从东普鲁士地区逃来的难民在维滕贝格造成住宅紧缺。1957年—1963年，市内因此建造了许多大型住宅房。维滕贝格的居民生活和许多其它东德城市一样。1979年，按照战略武器限制谈判的结果，从1945年驻扎在维滕贝格的苏联军队被撤回苏联。
1952年，维滕贝格庆祝维滕贝格大学成立450周年。1953年，纪念老卢卡斯·克拉纳赫逝世400周年。1967年，市内举办了一次大规模古装游行。哈雷-维滕贝格大学为纪念450年宗教改革举办了一次国际会议和学术庆祝。在墨兰顿的旧址开设了一个纪念他的博物馆。1983年就路德500周年生日举办了许多纪念路德的活动。市教堂获得了一座新的管风琴，路德博物馆得到修复和翻新。王宫教堂的钟楼和论纲门也获得修复。来自15个国家的人参加了新教教会会议。作为和平的象征一把剑被重新打造为一把锄。
1970年—1976年，氮厂边又通过天增了两座氨厂和三座尿素厂扩张，与此同时从1971年—1980年，在市区北部建造了大规模的居民区。但是市民对东德的经济和政治状况越来越不满。1989年，维滕贝格也爆发了上万人的抗议游行。东德开放其边界后在维滕贝格也发生了迅速的政治变化。市内许多工厂和企业被关闭，导致失业率迅速提高。许多人迁离维滕贝格，尤其在年轻人中离开的人特别多。目前维滕贝格的人口和建筑不断减少，经济恢复缓慢，作为新教历史上的一个重要地方旅游业有所发展。官方预计由于经济状况不会迅速改变人口还会继续减少。

### 人口变化
虽然维滕贝格的疆域在历史上不断变化，但是这里统计的数目全部是按照当时其面积计算的。1791年以前的数目为估计值，此后的数目为统计局或者市政府的统计数目或者人口普查的数目。
| 年     | 人数   |
| ------ | ------ |
| 1500年 | 2,000  |
| 1532年 | 4,500  |
| 1791年 | 4,860  |
| 1792年 | 4,703  |
| 1793年 | 4,662  |
| 1794年 | 4,617  |
| 1814年 | 4,727  |
| 1826年 | 6,725  |
| 1834年 | 8,107  |
| 1846年 | 10,283 |

| 年     | 人数   |
| ------ | ------ |
| 1875年 | 12,479 |
| 1880年 | 13,448 |
| 1885年 | 13,836 |
| 1890年 | 14,443 |
| 1895年 | 16,479 |
| 1900年 | 18,345 |
| 1905年 | 20,331 |
| 1910年 | 22,419 |
| 1925年 | 24,160 |
| 1939年 | 35,130 |

| 年     | 人数   |
| ------ | ------ |
| 1946年 | 41,304 |
| 1950年 | 49,852 |
| 1964年 | 46,828 |
| 1971年 | 47,323 |
| 1981年 | 53,874 |
| 1989年 | 51,754 |
| 1990年 | 49,682 |
| 1995年 | 53,207 |
| 2000年 | 49,643 |
| 2005年 | 47,805 |

## 市徽

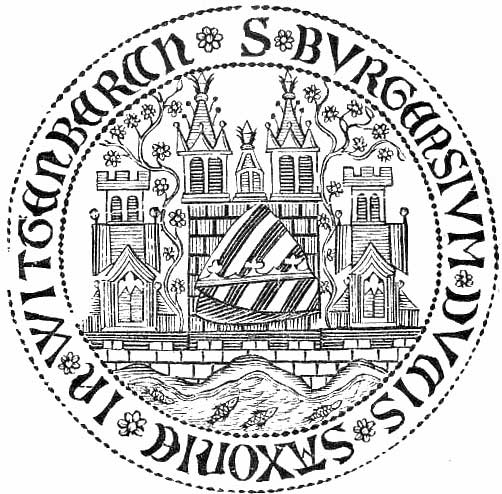
维滕贝格最早的市徽

维滕贝格的市徽反映了其历史的发展。1293年6月27日阿尔布雷希特公爵授予维滕贝格城市的权益。这个中世纪市民社会的最高管理机构是市议会。1317年这个议会最早可以被证实存在。市议会对内有司法和立法的作用，此外它分配城市收入的使用。这个议会有一枚印章。现在发现的最早的可考证的维滕贝格印章源于14世纪前半叶。它规定后来所有市徽的基础图案。
市徽显示了从1409年开始受城墙保护的城市：前方带有墙垛的城墙，后面有塔楼。
中间的两座徽章代表了萨克森选帝侯国的国徽。右侧是萨克森的徽章，后面黄色和黑色的条纹是阿斯坎尼王朝的颜色，上面的绿色的冠带从1262年开始就已经在阿尔布雷希特的徽章上有了。
1356年查理四世确认了萨克森-维滕贝格的选帝侯地位，维滕贝格成为选帝侯首府。市徽上左面的那个徽章是与这个选帝侯地位不可分割的神圣罗马帝国大元帅的徽章。1422年阿斯坎尼王朝绝嗣后维滕贝格继续使用这两枚徽章。
市徽下部的流水代表了维滕贝格位于易北河畔。水里的鱼是过去在易北河中非常多的鳟鱼。过去易北河中鱼非常多，1422年渔夫因此得以组织为行会，鳟鱼被纳入市徽。

## 政治

### 管理史
1293年维滕贝格获得城市权利的时候由一名公爵任命的统领管理城市。本来市内的居民全部是农奴，现在他们成为市民了，并可以组织行会。最早组织行会的是织布工，他们的行会是1300年组织的。1317年首次可以证实有一个由一名市长和七名议员组成的市议会。这个议会逐渐越来越地负责管理工作。市内的四个行会（织布工、鞋匠、屠夫和面包师）也受议会管理，同时它的成员来于这四个行会。由于公爵需要大量的钱，因此市议会逐渐地买下了越来越的权利。由于议会成员互相通婚以及提拔自己的亲戚，在一个世纪里在城市里逐渐形成了城市贵族的阶层。1425年公爵颁布了新的规则，来打破城市贵族的权利。按照这个规则城市的最高机构由三个议会组成，其总成员数为24人。这三个议会每三年轮流执政，并需要获得选帝侯的同意才能上任。同时市民对议会的要求也越来越高。一开始议员只有顾问的权利，但是渐渐地他们也兼任行政长官和法官的职务。因此议会的规模也越来越大。1696年议会的结构再次更改。议员成为终身制。议会内产生委员会来讨论市内的某个专门的事务。1922年维滕贝格的人口数目达到2.5万人，它获得了不律属县的城市的地位。1950年8月1日通过行政区划改革维滕贝格又丧失了它不律属县的城市的地位。合并后被合并的市区的管理工作也由市政府中心担任。1994年萨克森-安哈尔特的新行政条例规定合并的市区获得一个区长和区议会。

### 合并
维滕贝格由多个市辖区组成，其中许多是后来合并进来的。最近的一次是2010年1月1日，市镇施特拉赫、博斯多夫和克罗普施泰特并入维滕贝格。
一些市区有自己的区行政机关。

## 文化和名胜

### 建筑物

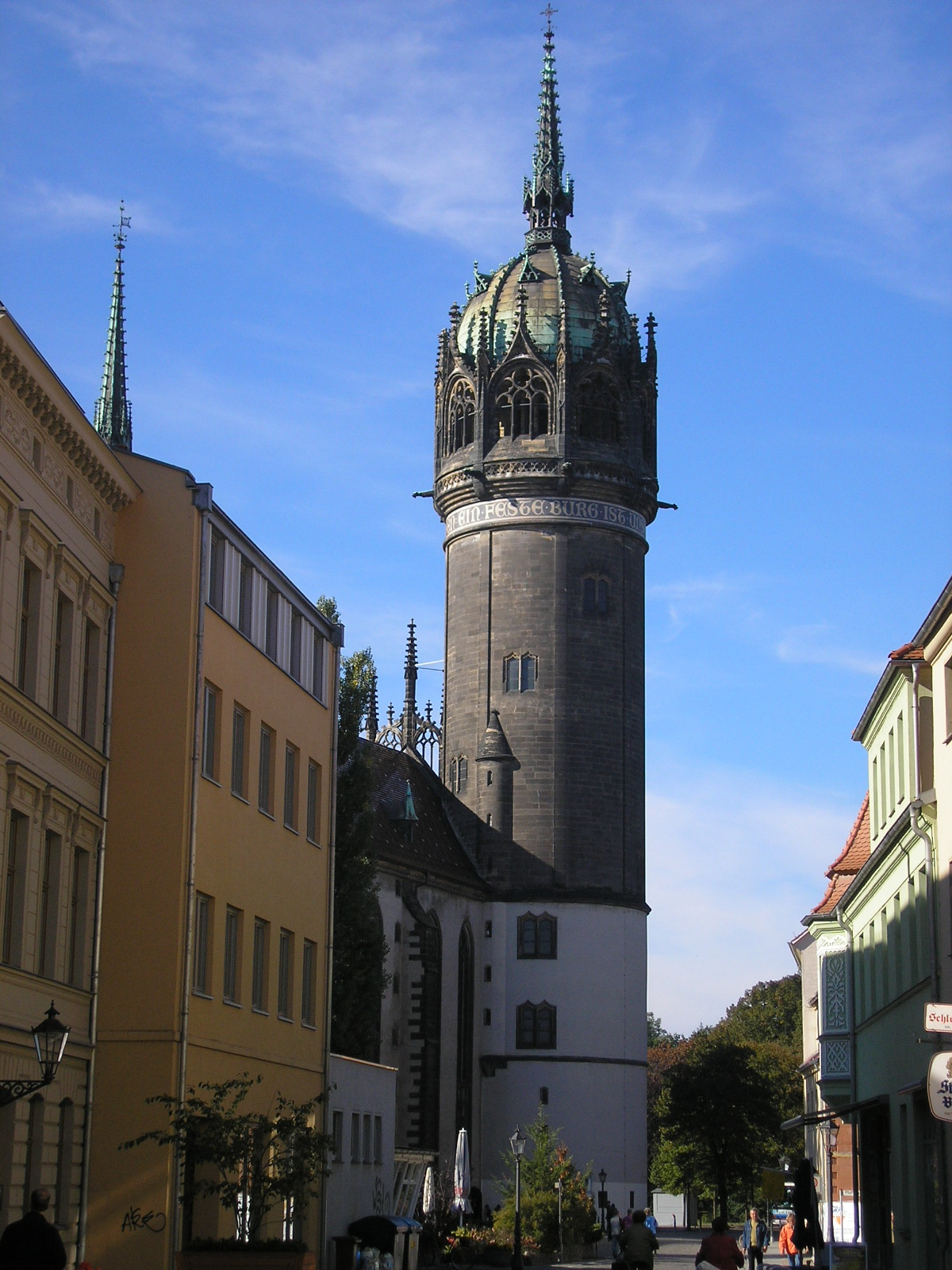
王宫教堂的钟楼

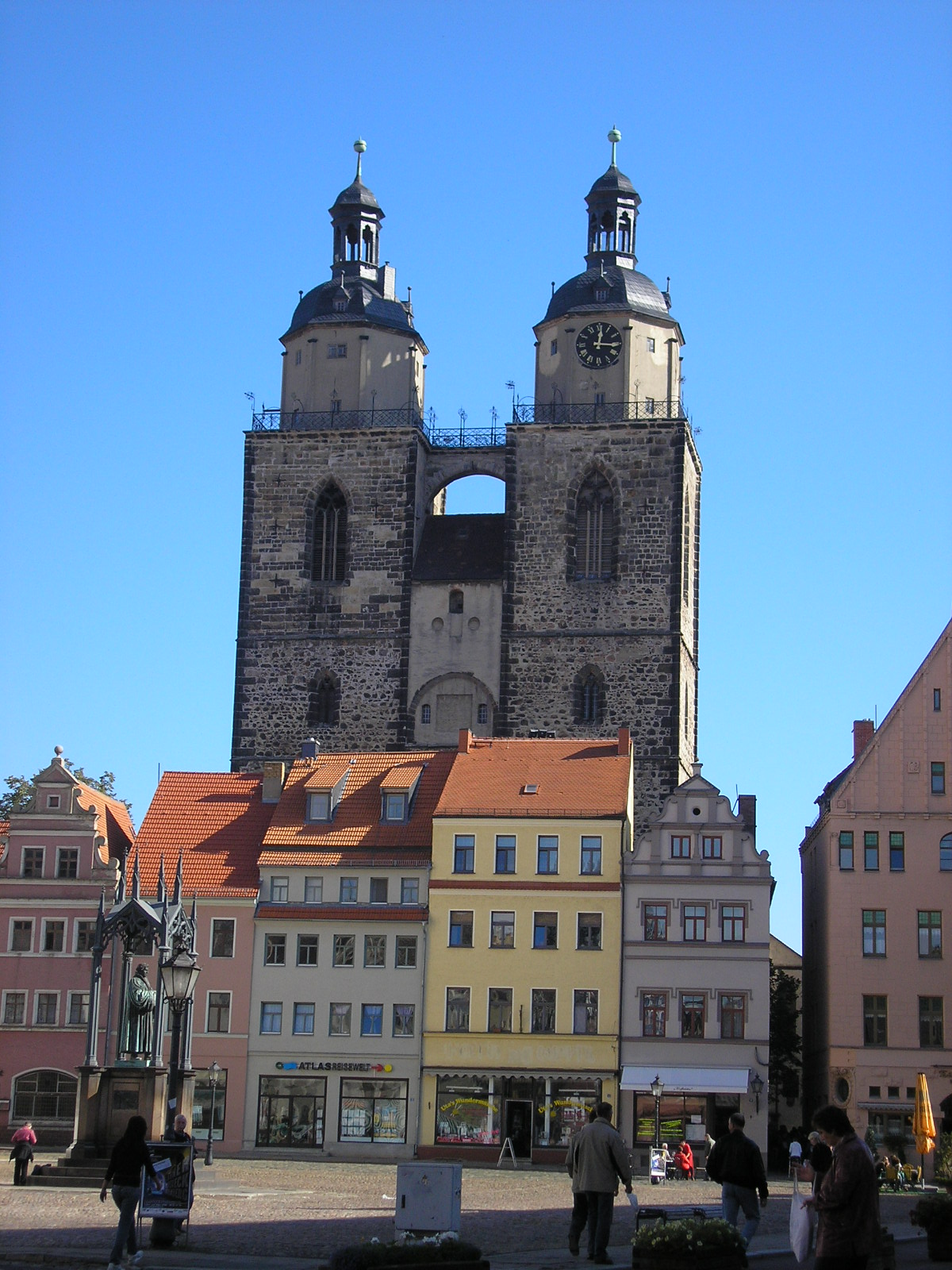
市教堂

维滕贝格的王宫和王宫教堂是一个重要的旅游点。16世纪里马丁·路德反对天主教教会贩卖贖罪券的做法提出了九十五条论纲。1760年和1814年王宫和教堂两次被毁。此后王宫被改建为兵营的一部分。1884年王宫教堂又改建来突出其历史意义，把它改造为一个纪念宗教改革的地方。
市教堂是宗教改革的起源地。1521年在这里进行了世界上第一次信教弥撒。马丁·路德在这里布过道，它是萨克森新教总指挥的教堂。教堂内的艺术作品保存良好，其中包括老卢卡斯·克拉纳赫和小卢卡斯·克拉纳赫的作品。
城市楼的历史可以回溯到13世纪。它的墙壁是中世纪方济各会的修道院教堂的墙壁。这座教堂也是阿斯坎尼王朝的墓地教堂。1536年改造为粮仓，里面加了好几个层楼，中世纪的窗被封掉。在七年战争中它被严重破坏。此后它的高度被降低，重建。此后的多次改建大大地改变了这座建筑物的样子。19世纪末又加了一层楼，在南侧开了大窗。
墨兰顿楼是一座文艺复兴式的建筑。腓力·墨蘭頓在这里生活和逝世。这里有一个关于他的生平的展览。
克拉纳赫院和克拉纳赫楼收集老卢卡斯·克拉纳赫、小卢卡斯·克拉纳赫和他们的后人的作品。
汉德瓦萨学校是根据汉德瓦萨改建的一座学校。它本来是一座普通的学校。尤其出奇的有天文台和代表对其它宗教和其他人宽容的洋葱塔以及一座被称为逃生舱的关于自然的塔。此外还有楼顶台、从窗户伸出去的树木和有色彩鲜艳的柱子的大礼堂。汉德瓦萨从他在新西兰的办公室指挥这次改建，他没有亲自参加启用典礼，此后不久他就逝世了。他本人没有看到他设计过的唯一的一次改建工程。
哈姆雷特楼的建筑风格非常独特。
维滕贝格大学是1502年设立的，马丁·路德和腓力·墨蘭頓在这里教过课。
路德楼是维滕贝格大学的新楼，今天这里有一个新教神学院及其图书馆。在院子的里面有马丁·路德的故居，今天这里是一座博物馆，其中收藏有他的图像、文章和当代的印刷品。在修复的时候它的中世纪气氛部分失落了。
文艺复兴式的市政大厦和市场位于老城的市中心。广场周围有中世纪的市民建筑以及路德和墨兰顿的塑像。

### 剧院

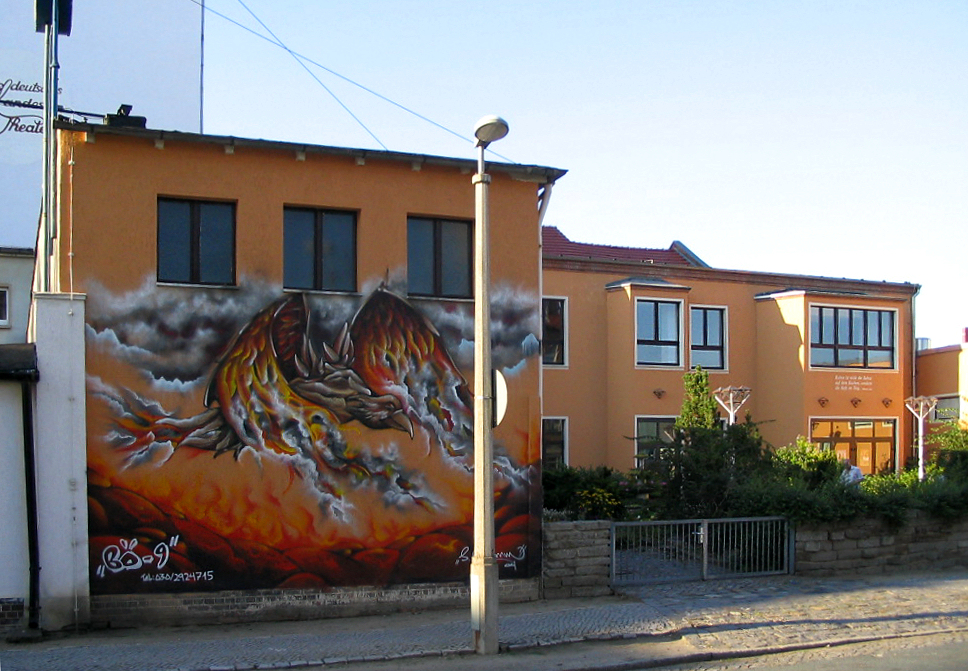
维滕贝格剧院

维滕贝格剧院的历史从18世纪开始。1728年维滕贝格在市政大厦表演。20世纪初在维滕贝格有一个小剧团，当地兵营的乐团帮助剧团演出。第二次世界大战后剧院的活动被加强。1945年11月1日在维滕贝格创办了一个小剧院。但是这个小剧院生存的时间不长。1945年5月30日市剧院成立。但是由于经济困难剧院又关闭。1949年9月14日又成立了一个巡回剧团，其总部位于维滕贝格。两德合并后出于不同原因2002年8月31日该剧团解散。1972年在王宫里成立了一个卡巴萊剧团，这个剧团现在偶尔还在活动。
市内现在有一个私人剧院、一个青年剧院俱乐部和一个音乐工作坊。

### 博物馆
- 路德楼藏是世界上关于宗教改革史最大的收藏，是联合国教科文组织世界遗产的一部分
- 墨兰顿楼
- 王宫中的市历史展览
- 历史楼里主要展览德意志民主共和国历史
- 市政大厦中的基督教艺术展览

### 其它名胜
16世纪由于维滕贝格人口的增长市内的井无法保障市民清洁的水供给。因此在市内建成了一套水管系统，它可以日夜冬夏为市民提供清洁水。一直到1883年这个水管系统才逐渐被自来水系统取代。但是至今为止它依然有约20个能够使用的井，是阿尔卑斯山脉以北中世纪遗留下来的唯一得之见一个依然可以使用的水管系统，拥有技术史的意义。

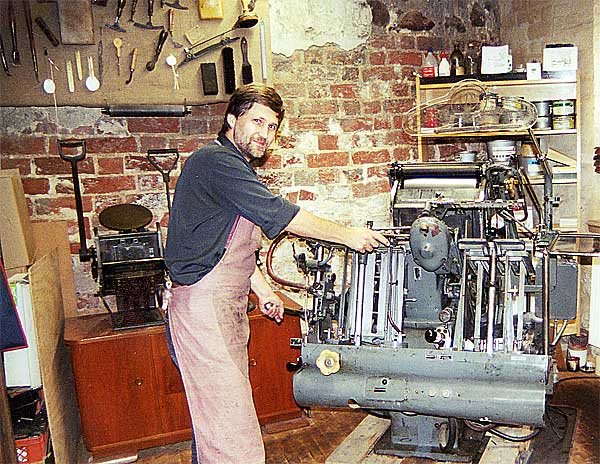

老卢卡斯·克拉纳赫在维滕贝格建立了一个印刷厂。在这个印刷厂中印刷的作品包括九十五条论纲、路德圣经的第一部分等。在路德院重建后在这里建造了一个历史印刷坊。
1520年路德在维滕贝格城门口焚烧教宗教令的地方有一株栎树，被称为路德栎，原来的那株栎树在拿破仑战争末期为使得要塞有射线被法国军队砍掉了。今天的那一株是后来种的。
维滕贝格的天主教堂是1872年启用的，于2000年整修。
维滕贝格的老火车站是1841年建造的，是德国最老的火车站建筑。

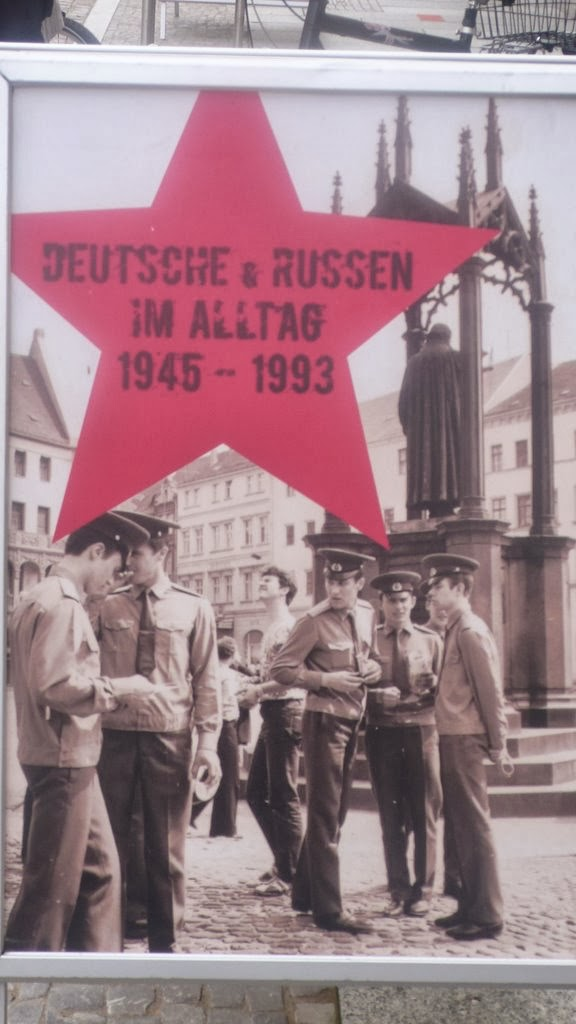
苏联士兵

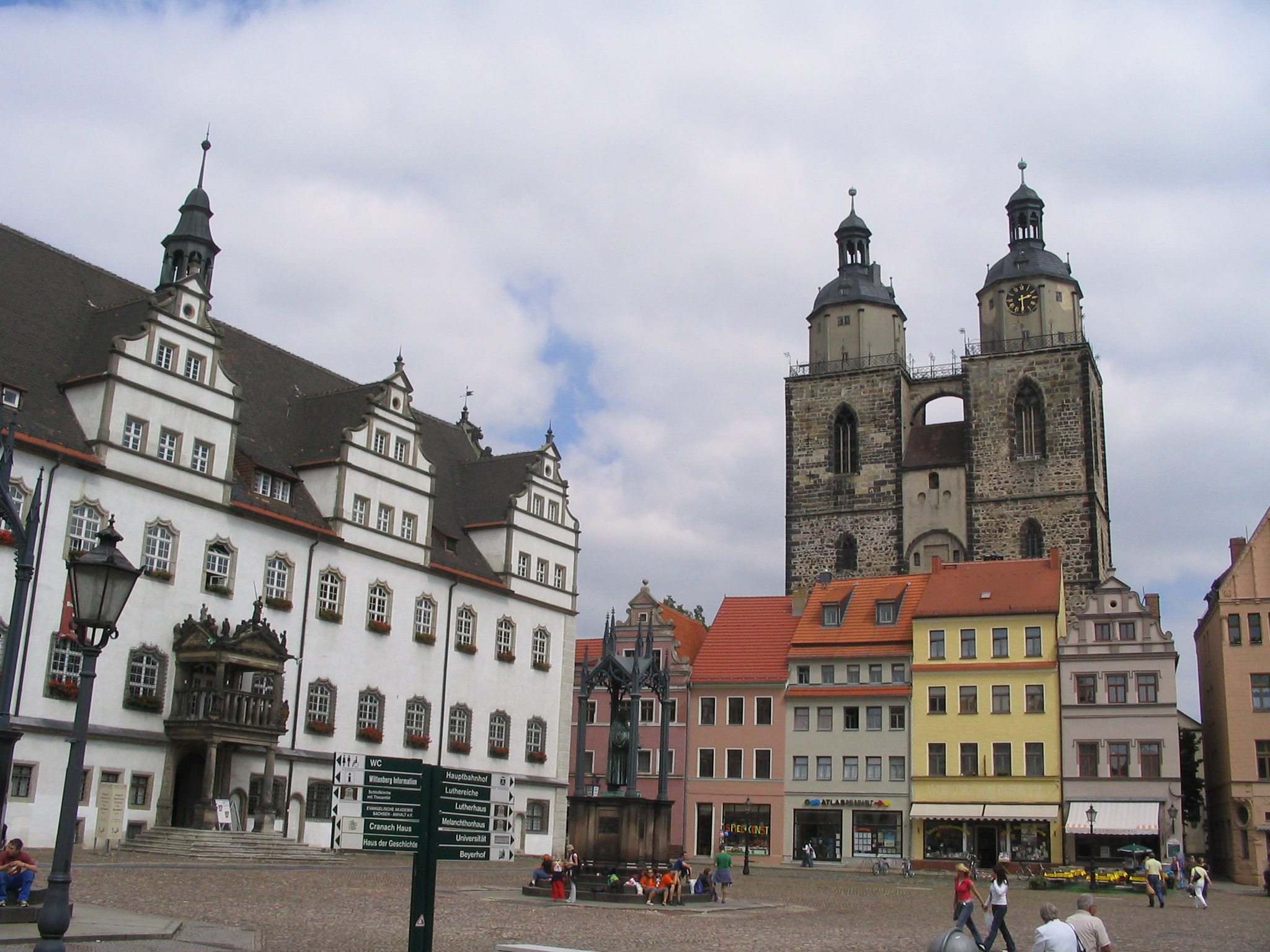
市集广场

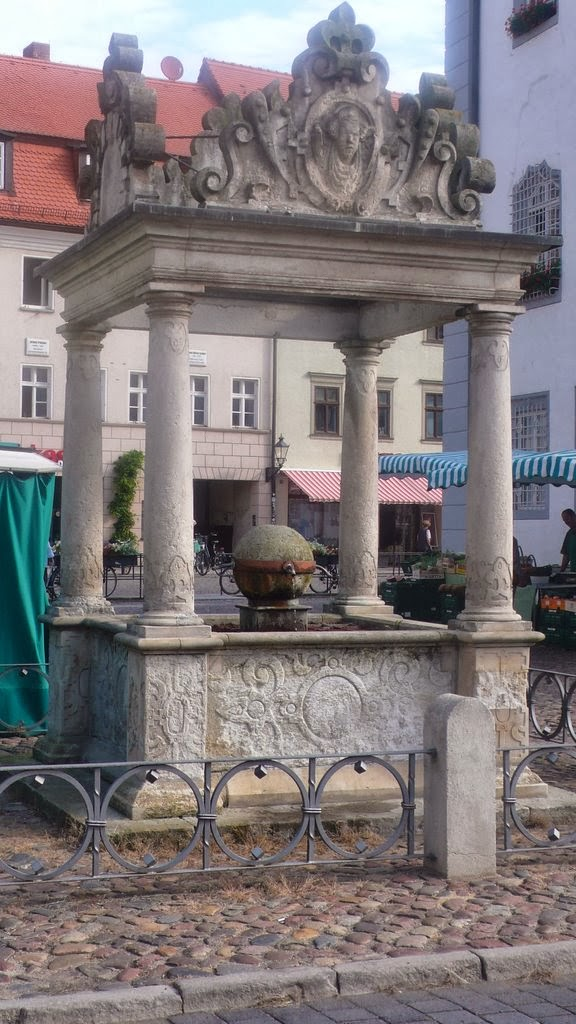
喷泉广场市场

### 休闲和体育
维滕贝格市内有多座公园、游泳池和体育设施。

### 饮食
维滕贝格特产的啤酒叫做布谷鸟啤酒。此外还有一些特产的甜食。

### 定期活动
维滕贝格酒店音乐夜是维滕贝格老城区约20个酒店在每个四月的最后一个周末举办的活动，所有参加的酒店有音乐家现场演奏。
维滕贝格五月花节于五月初举办。
五月举办的地区脚踏活动中许多人组织骑车在当地游览。
每年六月的第二个周末里在维滕贝格举办路德婚礼，它是德国最大的市庆祝之一，纪念1525年马丁·路德的婚礼。其顶峰是周六下午的游行。
路德杯足球赛于每年六月举行。
维滕贝格文化夏和音乐会在夏季的三个周末举办。
维滕贝格每年八月的第三个周末开放所有的博物馆、院子、王宫和教堂。
维滕贝格陶瓷市场于每年九月的最后一个周末举办，来自全德国80多个陶瓷坊参加。
每年10月31日举办宗教改革节，包括神事、音乐会、讨论会等。
维滕贝格圣诞市场每年在十二月里举办。

## 经济
19世纪末维滕贝格逐渐转换为工业城市。大大小小的公司在这里定居。维滕贝格是一个铁路交叉点，易北河水道和公路。市内有一个现代的废水厂。尤其化学和加工工业在这里定居。

## 交通

### 公路交通
德国9号高速公路通过维滕贝格。此外2号和187号在这里交会。

### 铁路交通

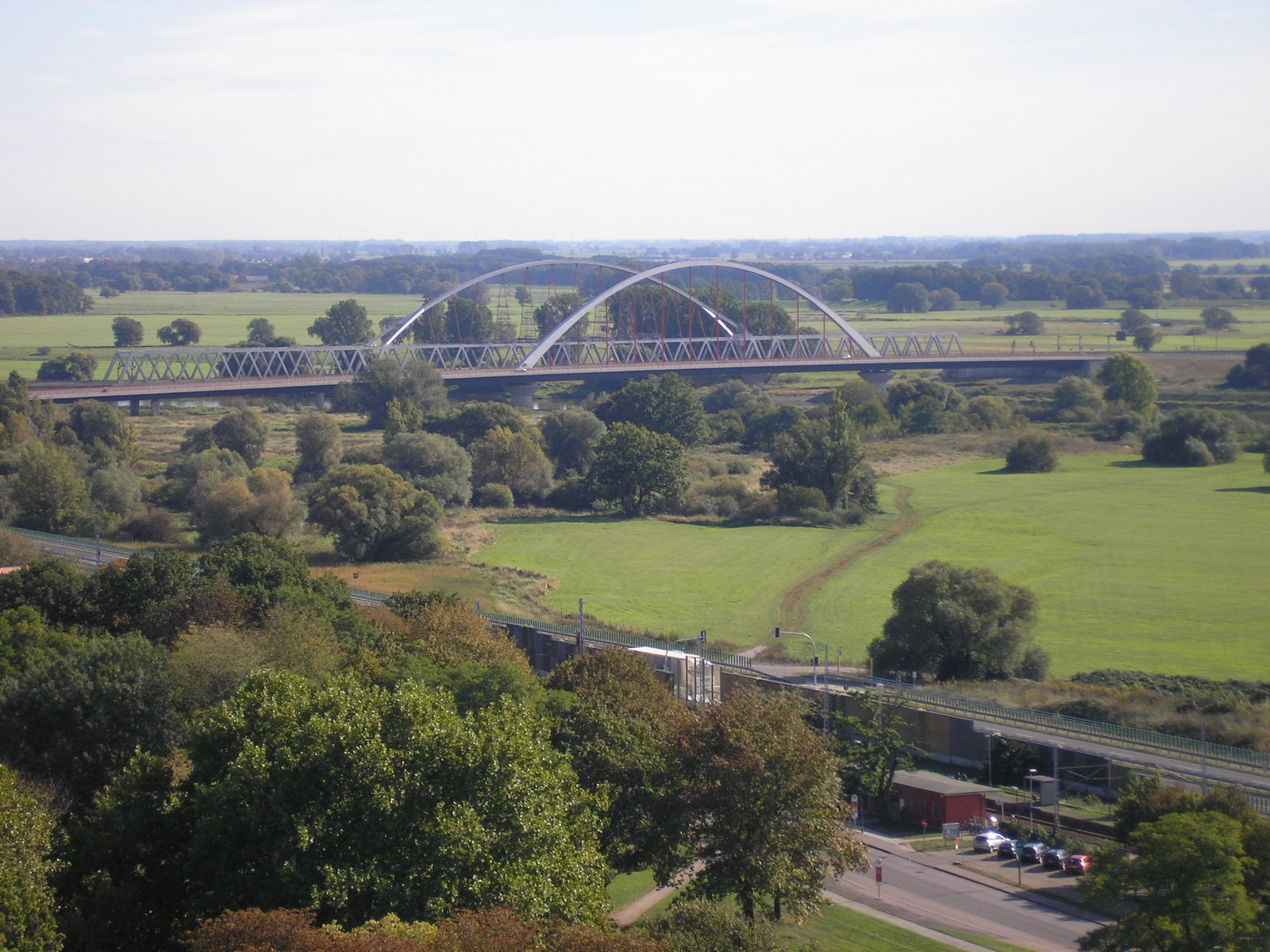
2号联邦公路，后面是柏林-哈雷的铁路上的易北河桥

柏林赴慕尼黑与马格德堡赴德累斯顿的铁路在维滕贝格交叉。此外还有一条从维滕贝格通往托尔高的支线。
从汉堡去往慕尼黑的ICE每两小时在维滕贝格停留，从施特拉尔松到杜塞尔多夫的IC每两小时在维滕贝格停留。
从维滕贝格有通往四周各地的近程列车。
市内共有七个火车站。

### 公共汽车
2007年1月1日多个地区性的公共汽车公司联合。最重要的汽车站位于火车站前。这个公司的前身是1888年成立的马拉有轨电车。

### 水运
维滕贝格有两个易北河货运港和客运船只的停泊点。游客可以从这里乘船经过生物保护区到托尔高。上船点就在市中心边上。

## 人物

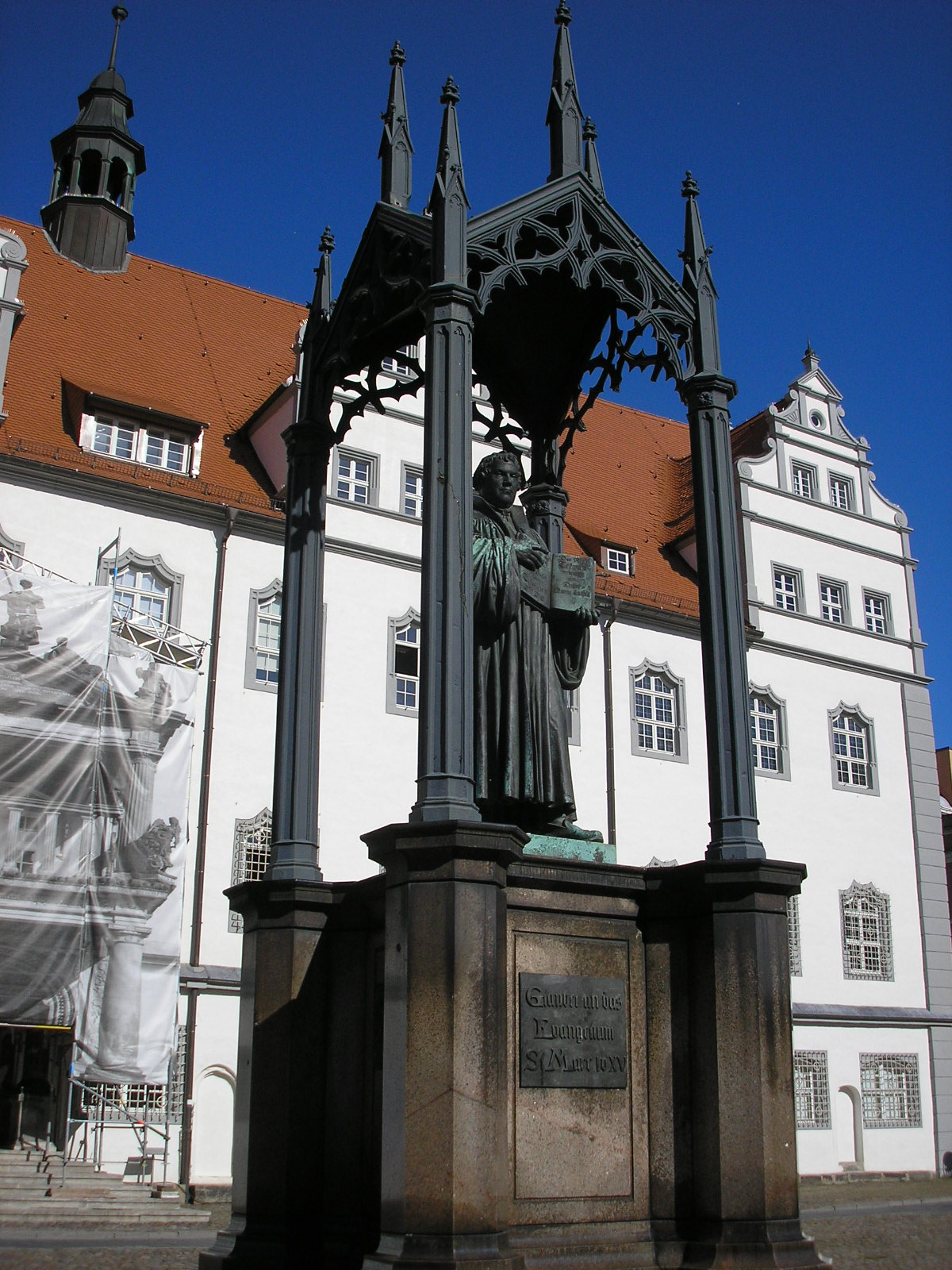
市场广场上的路德像

维滕贝格最著名的居民当然是马丁·路德、腓力·墨蘭頓和老卢卡斯·克拉纳赫。但是作为萨克森选帝侯和萨克森-维滕贝格公国的首府以及大学城其居民在政治、经济和学术上均做出过重要贡献。今天老城区内许多房子上有纪念这些人的牌子。

### 荣誉市民
荣誉市民是维滕贝格能够授予的最高荣誉之一。按照市规章这个荣誉只能授予在世者。最后一次授予荣誉市民是1976年8月8日。至今为止有19人被授予这个荣誉。

## 命名
德国汉莎航空的一架空中客车A319和德国铁路的一列ICE-2列車以维滕贝格命名。

## 友好城市
维滕贝格与以下城市结为友好城市：
- 德国 哥廷根（1988年）
- 德国 布雷滕（1990年）
- 美国 斯普林菲尔德（1995年）
- 匈牙利 貝凱什喬包（1999年）
- 丹麦 哈澤斯萊烏（2004年）
- 比利时 贝弗伦（2019年）
- 羅馬尼亞 梅迪亞什（2019年）
- 白俄羅斯 莫吉廖夫（2019年）